# Time to live
TTL - Time to live (Время жизни), Hop Limit, в вычислительной технике и компьютерных сетях — предельный период времени или число итераций или переходов, которые набор данных (пакет) может осуществить (прожить) до своего исчезновения.

## TTL (время жизни) IP-пакетов
В IPv4 TTL представляет собой восьмиразрядное поле IP-заголовка.
Определяет максимальное количество хопов (hop, то есть прыжок, участок между маршрутизаторами), которые пакет может пройти. Наличие этого параметра не позволяет пакету бесконечно ходить по сети. Каждый маршрутизатор при маршрутизации должен уменьшать значение TTL на единицу, но некоторые шлюзы можно настроить, чтобы игнорировать это. Пакеты, не достигшие адресата, но время жизни которых стало равно нулю, уничтожаются, а отправителю посылается сообщение ICMP Time Exceeded. Если требуется, чтобы пакет не был маршрутизирован (то есть был принят только в своём сегменте), то выставляется TTL=1. На отправке пакетов с разным временем жизни основана трассировка их пути прохождения (traceroute). Максимальное значение TTL=255. Обычное начальное значение TTL=64 (Linux, Mac, Android, iOS), TTL=128 (Windows).
Изначально, по стандарту RFC 791, время жизни (TTL) в протоколе IPv4 должно было измеряться в секундах (отсюда и название). Каждая секунда ожидания в очереди узла (например, маршрутизатора), а также каждый переход на новый узел, через который проходит датаграмма, должен был уменьшить значение TTL на одну единицу. На практике, это не прижилось, и поле TTL просто уменьшается на единицу на каждом транзитном узле (хопе), через который проходит датаграмма. Для того, чтобы отразить это, в протоколе IPv6 поле TTL переименовано в «максимум переходов» (Hop Limit).
Коммутаторы работают на канальном уровне, поэтому не уменьшают TTL.
Контроль TTL часто используются провайдерами для обнаружения трафика несанкционированного подключенного устройства. К примеру, если на смартфоне включить режим «Мобильная точка доступа» (тетеринг), TTL от подключенных к нему устройств будет на 1 меньше ожидаемого. Это позволяет определить устройства, используемые в режиме модема, и при необходимости заблокировать доступ для них.

## Время жизни записей DNS
Для DNS-записей параметр «Time to live» определяет время актуальности данных при кешировании запросов. Задаётся в секундах, типичное значение составляет 86 400 секунд, то есть 24 часа. Это означает, что при изменении записи DNS, вплоть до 24 часов после изменения, DNS-серверы по всему миру могут выдавать старые данные из кеша, пока он не будет обновлён.